# Stadecken-Elsheim
Stadecken-Elsheim est une municipalité de la Verbandsgemeinde Nieder-Olm, dans l'arrondissement de Mayence-Bingen, en Rhénanie-Palatinat, dans l'ouest de l'Allemagne.

## Jumelages
- Rupt-sur-Moselle, Vosges, France depuis 1980
- Wilbich, arrondissement d'Eichsfeld, Thuringe depuis 1990
- Ershausen (Schimberg), arrondissement d'Eichsfeld, Thuringe depuis 1990
- Bovolone, province de Vérone, Vénétie, Italie depuis 2000

## Références

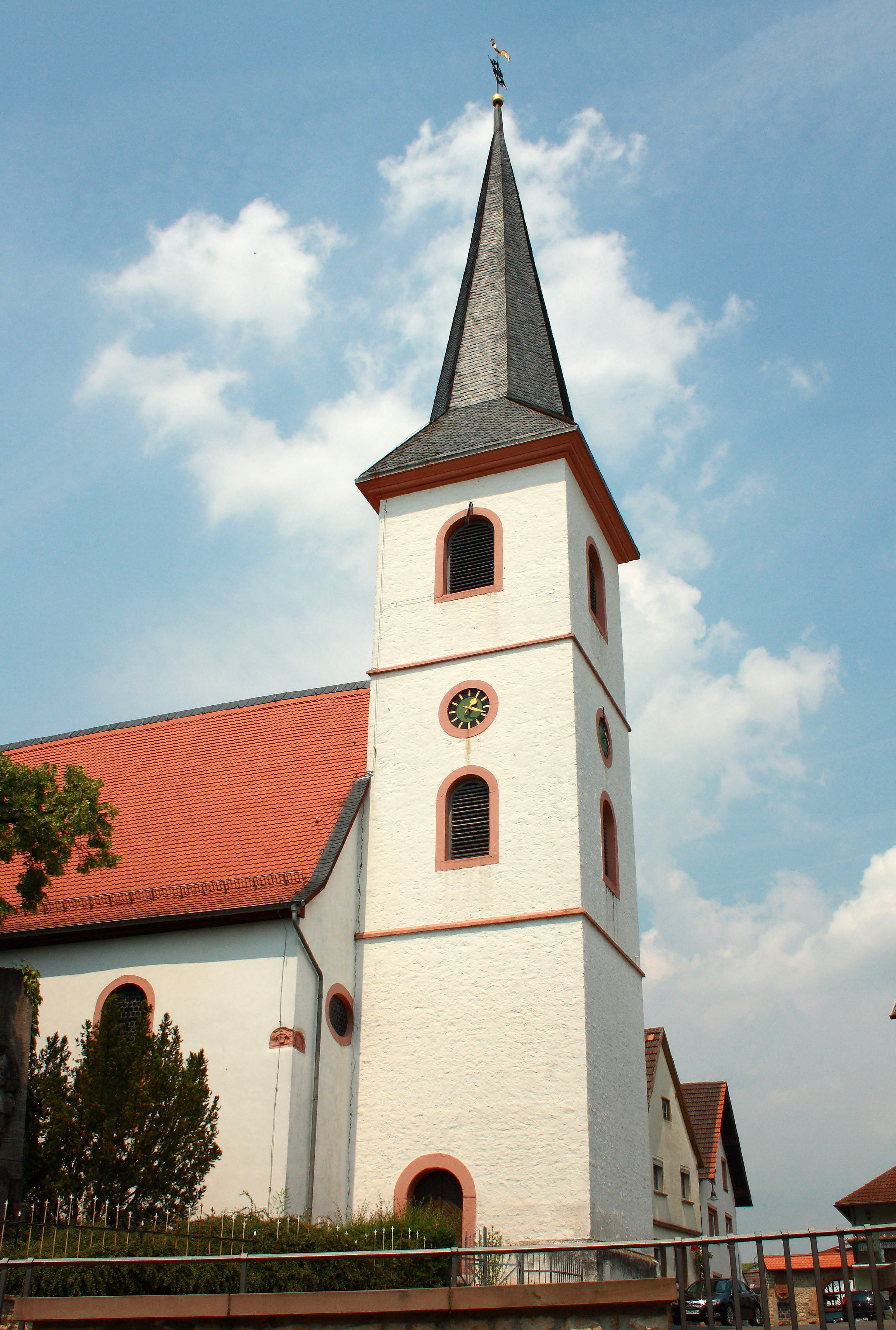
Église évangélique.
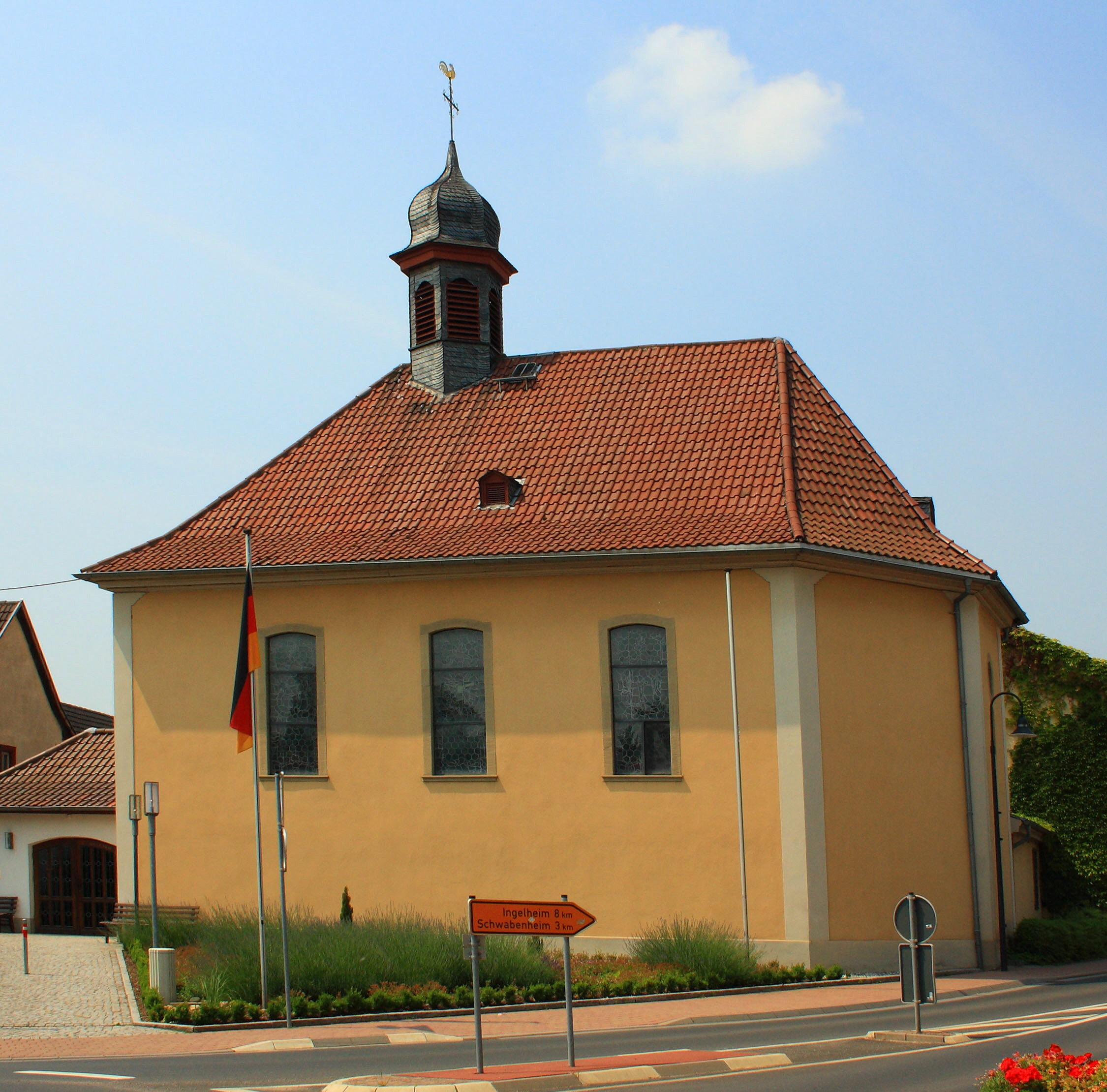
Église catholique St. Walburga.
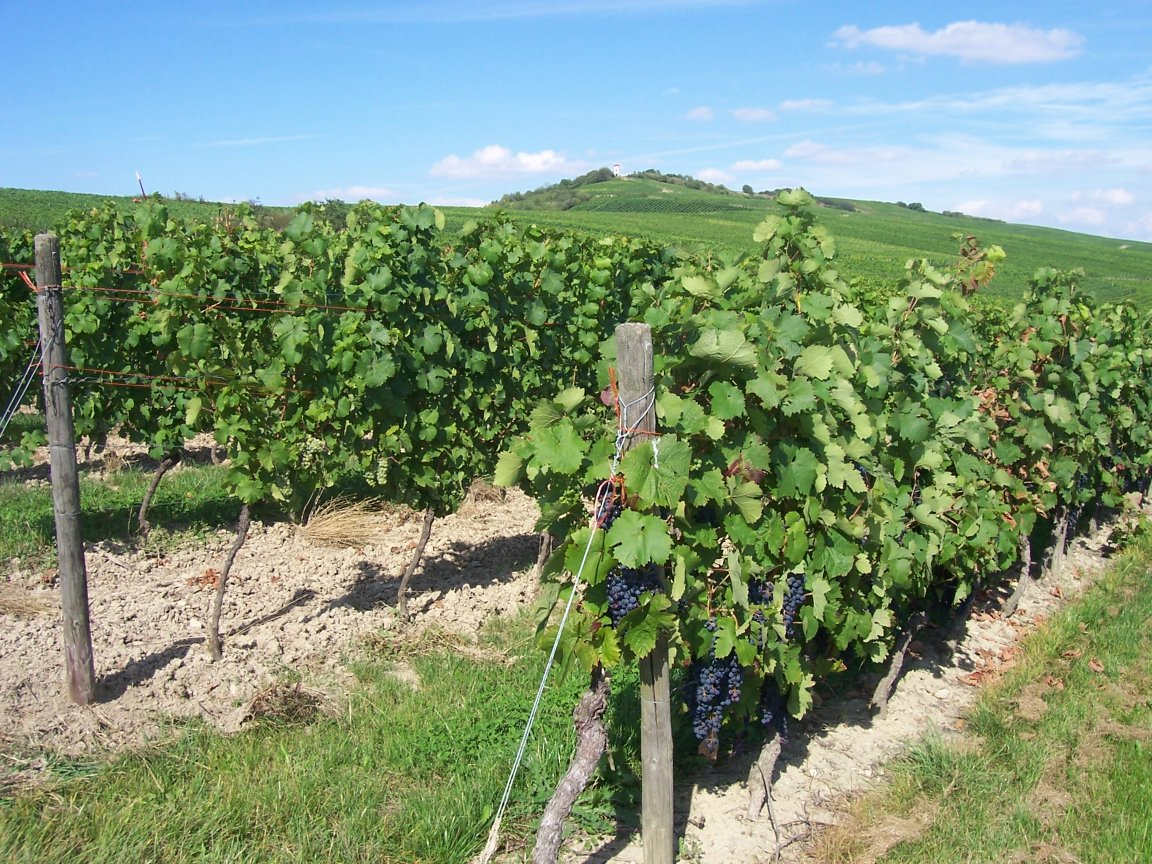
Vignoble de Stadecken-Elsheim.
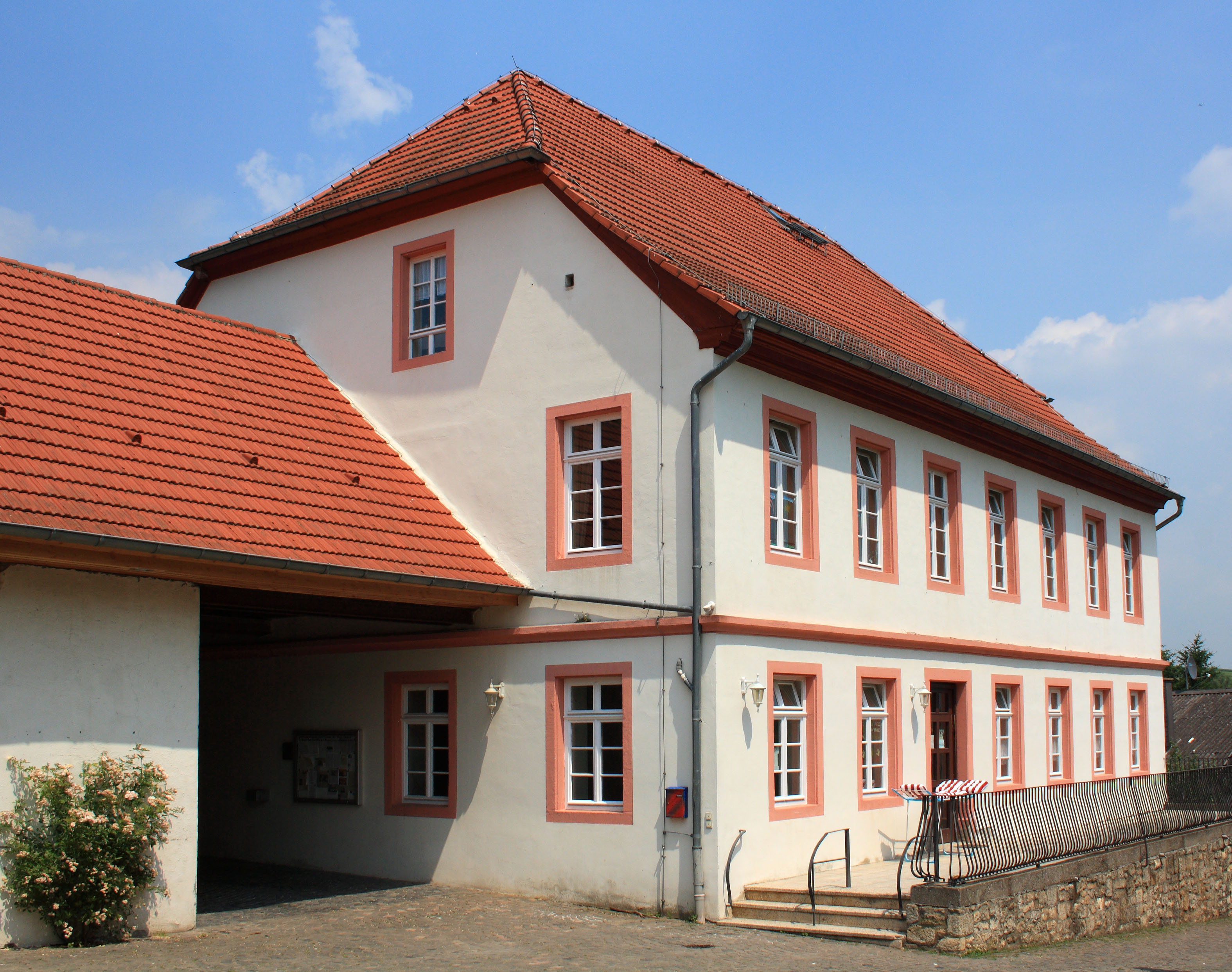
Mairie de Stadecken-Elsheim.
Localisation de Stadecken-Elsheim dans la Verbandsgemeide et dans l'arrondissement.